# Bulbophyllum bicaudatum
Bulbophyllum bicaudatum là một loài phong lan thuộc chi Bulbophyllum.